# Курганинськ
Курганинськ — місто в Росії, адміністративний центр Курганинського району Краснодарського краю. Населення — 46,3 тисяч осіб (2005).
Місто розташоване на правом березі річки Лаба, у передгір'ях західної частини Головного Кавказького хребта, на 130 км східніше Краснодару. Залізнична станція Курганна на ділянці Армавір — Туапсе, відходить лінія вгору по долині річки Лаби (через Лабинськ до селища Псебай).

## Відомі особистості
У поселенні народився:
- Юсов Федір Сергійович (1915—1998) — український художник.